# Microphistes parvus
Microphistes parvus är en insektsart som beskrevs av Sjöstedt 1920. Microphistes parvus ingår i släktet Microphistes och familjen gräshoppor. Inga underarter finns listade i Catalogue of Life.